# Méthoxyéthane
Le méthoxyéthane est l'éther avec les radicaux méthyl et éthyle ainsi il est aussi appelé méthyl ethyl éther. C'est un gaz incolore très inflammable. Son inhalation peut causer des vertiges et des asphyxies.
Il est peut-être formé par réaction entre le bromométhane et éthanolate de sodium par la synthèse de Williamson

Formule semi-développé du méthoxyéthane :
{\displaystyle {\ce {H3C-CH2-O-CH3}}}